# Липолиз
Липо́лиз — метаболический процесс расщепления жиров на составляющие их жирные кислоты под действием липазы.
Фермент триглицеридлипаза расщепляет триглицериды на диглицериды и жирные кислоты, на следующей стадии активны диглицеридлипаза и моноглицеридлипаза. В результате работы этих ферментов образуются конечные продукты липолиза — глицерин и жирные кислоты.
Липолиз является важнейшим энергетическим процессом в клетке, который обеспечивает синтез самого большого количества АТФ. Например, при окислении одной молекулы пальмитата (CH3(CH2)14COOH), образуется 131 молекула АТФ, две из которых используются для активации пальмитата.
В пластической хирургии сейчас активно используется лазерный липолиз, который показан при избыточных локальных подкожно-жировых отложениях (объем средний и малый), а также при плоскостных липомах.

## Регуляция
На процесс липолиза оказывают стимулирующее воздействие гормоны глюкагон, адреналин и тироксин (у взрослых). Противоположное действие оказывает инсулин, который стимулирует фосфодиэстеразу, расщепляющую цАМФ — молекулу вторичного посредника, что тормозит процесс липолиза.